# Dick Van Patten

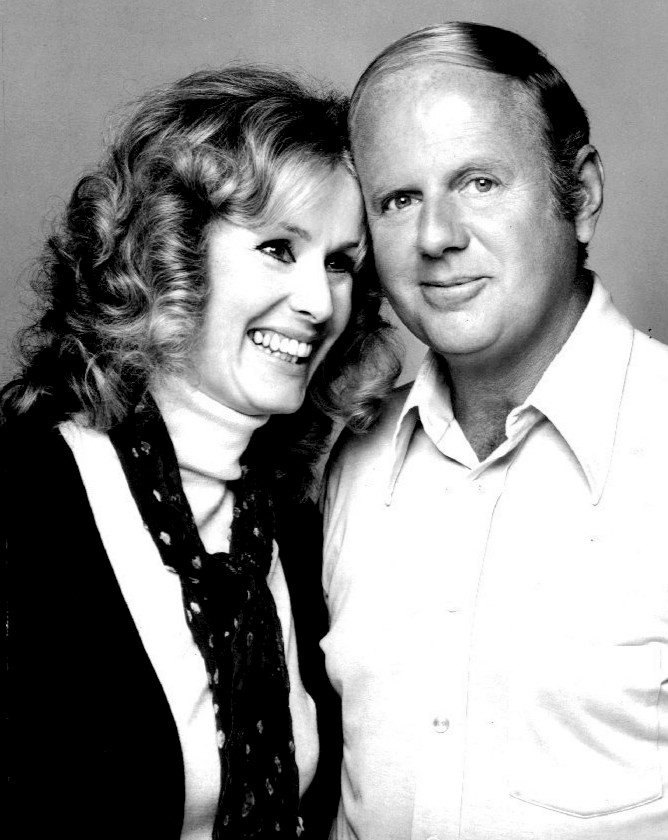
Dick Van Pattern tillsammans med motspelaren Diana Hyland från Eight Is Enough, 1977.

Richard Vincent "Dick" Van Patten, född 9 december 1928 i Queens i New York, död 23 juni 2015 i Santa Monica i Kalifornien, var en amerikansk skådespelare. Han var bror till Joyce Van Patten.
Van Patten gjorde Broadwaydebut som sjuåring. Van Patten spelade i flera TV-serier bland annat i Eight Is Enough (1977–1980).

## Filmografi i urval
- 1959 – Prärie (TV-serie) (1 avsnitt)
- 1968 – Charly
- 1970 – I Dream of Jeannie (TV-serie) (1 avsnitt)
- 1972 – Joe Kidd
- 1972–1976 – San Francisco (TV-serie) (4 avsnitt)
- 1972 – Snöbollsexpressen
- 1973 – Cannon (TV-serie) (1 avsnitt)
- 1973 – Soylent Green – USA år 2022
- 1973 – Super pappa
- 1973 – Westworld
- 1975 – Världens starkaste man
- 1976 – Ellery Queen (TV-serie) (1 avsnitt)
- 1976 – En lurvig historia
- 1976 – Gus - matchens hjälte
- 1976–1977 – Gänget och jag (TV-serie) (3 avsnitt)
- 1976 – Wonder Woman (TV-serie) (1 avsnitt)
- 1976 – Åh vilken fredag
- 1977 – Det våras för galningarna
- 1977–1981 – Eight Is Enough (TV-serie) (112 avsnitt)
- 1978–1984 – Kärlek ombord (TV-serie) (6 avsnitt)
- 1983–1985 – Hotellet (TV-serie) (2 avsnitt)
- 1984 – Mike Hammer (TV-serie) (1 avsnitt)
- 1986 – Mord och inga visor (TV-serie) (1 avsnitt)
- 1987 – Det våras för rymden
- 1988 – Pippi Långstrump - starkast i världen
- 1993 – Robin Hood - Karlar i trikåer
- 1994 – Baywatch (TV-serie) (1 avsnitt)
- 1994 – Lois & Clark (TV-serie) (1 avsnitt)
- 1994 – Mord, mina herrar (TV-serie) (1 avsnitt)
- 1995 – Cybill (TV-serie) (1 avsnitt)
- 1996 – Här är ditt liv, Cory (TV-serie) (1 avsnitt)
- 1999 – Family Guy (TV-serie) (röstroll, 1 avsnitt)
- 2003 – Dickie Roberts: Former Child Star
- 2004 – Sjunde himlen (TV-serie) (1 avsnitt)
- 2005 – Arrested Development (TV-serie) (2 avsnitt)
- 2006 – That '70s Show (TV-serie) (1 avsnitt)